# Диденко, Юрий Валерьевич
Ю́рий Вале́рьевич Диде́нко (род. 2 марта 1966, Запорожье, Украина) — российский пианист, педагог.  
Кандидат педагогических наук (2024), доцент кафедры специального фортепиано Московской государственной консерватории им. П.И. Чайковского, профессор кафедры фортепианного искусства Московского государственного института музыки им. А.Г. Шнитке.

## Биография
Окончил Центральную среднюю специальную музыкальную школу в Москве у Е. П. Ховен и А. А. Мндоянца. В 1987—1992 годах обучался в Московской консерватории в классе пианиста, профессора В. К. Мержанова, затем — у него же в аспирантуре. По окончании, в 1994г. начал преподавательскую деятельность на кафедре специального фортепиано Московской государственной консерватории им. П.И. Чайковского. 
Награжден знаком Министерства культуры РФ «За достижения в культуре» (2003) и юбилейной медалью Международного союза музыкальных деятелей (2007).
В 1991—1992 годах Диденко стал лауреатом  Международных фортепианных конкурсов в Салерно и Вибо-Валентия, Италия. В 1992 — Гран-при и первая премия на Международном конкурсе в Танбридж Уэллс, Великобритания. В 1993 г. он получил специальную премию на Международном фортепианном конкурсе им. Дюрле в Антверпене, Бельгия. В 1994 г. Диденко — лауреат Международного фортепианного конкурса в Джоплине, Миссури, США.
С 1996 по 2003 г. был ответственным секретарём Российского Рахманиновского общества. С 2003 г. — член президиума Фонда Скрябина. С 2005 по 2010 гг. являлся артистическим директором Рахманиновского общества США (Флорида). C 2014 г. Вице-президент от России Международного Рахманиновского общества (Германия, Дармштадт).
В 2024 г. защитил диссертацию на соискание ученой степени кандидата педагогических наук на тему: «Формирование исполнительских компетенций у студентов-пианистов вузов на базе национальных традиций отечественной фортепианной школы».

Юрий Диденко ведёт активную концертную деятельность. Много гастролирует в России и за рубежом, выступая как солист и с оркестрами. Выпустил несколько компакт-дисков на фирмах Vista Vera и Classical Records, имеет записи в Фонде Всероссийского Радио.
Репертуар включает сочинения от Баха до Мессиана.
Регулярно проводит мастер-классы и участвует в работе жюри международных конкурсов в России и за рубежом (США, Польша, Мальта, Греция, Германия, Италия, Испания, Китай, Южная Корея, ОАЭ, Казахстан, Украина, Португалия, Франция, Швеция, Норвегия, Япония, Грузия).